# Martin Lawrence
Martin Fitzgerald Lawrence (n. 16 aprilie 1965, Frankfurt-am-Main, Germania) este un actor, producător, scenarist și comediant american. A devenit celebru în anii 1990, prin filmele House Party, Bad Boys, Blue Streak, Life, Big Momma's House și A Thin Line Between Love & Hate. 

## Televiziune
- What's Happening Now!! (membru de distribuție între 1987–1988) – Maurice Warfield
- A Little Bit Strange (1989) (episod pilot nedifuzat) – Sydney Masterson
- Kid 'n Play – Wiz, Hurbie
- Hammer, Slammer, & Slade (1990) – Willie
- Private Times (1991) (episod pilot nedifuzat)
- Def Comedy Jam (gazdă între 1992 - 1993)
- Martin (1992–1997) – Martin Payne
- Love That Girl! (2010–2011) (producător executiv) – Uncle Gerald
- Untitled Martin Lawrence / CBS Sitcom (2012) (episod pilot nedifuzat) – Ray Barker
- The Soul Man (2014) - Crazy Rudy (1 episod)
- Partners (2014-prezent) – Marcus Jackson

## Filmografie
| An   | Film                                | Rol                                | Note |
| ---- | ----------------------------------- | ---------------------------------- | --- |
| 1989 | Do the Right Thing                  | Cee                                | |
| 1990 | House Party                         | Bilal                              | |
| 1991 | Talkin' Dirty After Dark            | Terry Wilson                       | |
| 1991 | House Party 2                       | Bilal                              | |
| 1992 | Boomerang                           | Tyler Hawkins                      | |
| 1994 | You So Crazy                        | Cameo                              | Stand-up film producător executiv și scenarist |
| 1995 | Bad Boys                            | Det. Marcus Burnett                | Nominalizare —MTV Movie Award for Best On-Screen Duo (with Will Smith) Nominalizare —MTV Movie Award for Best Action Sequence |
| 1996 | A Thin Line Between Love and Hate   | Darnell Wright                     | De asemenea și regizor Narator, producător executiv, scenarist și supervisor muzical |
| 1997 | Nothing to Lose                     | Terrence "T-Paul" Paul Davidson    | |
| 1999 | Life                                | Claude Banks                       | Nominalizare –Blockbuster Entertainment Awards for Favorite Actor – Comedy (with Eddie Murphy) Nominalizare –NAACP Image Award for Outstanding Motion Picture |
| 1999 | Blue Streak                         | Miles Logan/Detective Malone       | |
| 2000 | Big Momma's House                   | Malcolm Turner/Big Momma           | plus producător executiv Nominalizare – Blockbuster Entertainment Awards for Favorite Actor – Comedy Nominalizare – Teen Choice Award for Film – Wipeout Scene of the Summer Nominalizare – MTV Movie Award for Best Comedic Performance Nominalizare – Kids' Choice Awards for Favorite Movie Actor |
| 2001 | What's the Worst That Could Happen? | Kevin Caffrey                      | plus producător executiv |
| 2001 | Black Knight                        | Jamal Walker/Skywalker             | plus producător executiv |
| 2002 | Martin Lawrence Live: Runteldat     | Cameo                              | Stand-up film plus producător executiv și scenarist |
| 2003 | National Security                   | Earl Montgomery                    | plus producător executiv |
| 2003 | Bad Boys II                         | Detective Marcus Burnett           | Nominalizare – MTV Movie Award for Best On-Screen Duo (shared with Will Smith) |
| 2005 | Rebound                             | Coach Roy McCormick Preachor Don   | plus producător executiv |
| 2006 | Big Momma's House 2                 | Malcolm Turner/Big Momma           | plus producător executiv |
| 2006 | Open Season                         | Boog                               | doar voce |
| 2007 | Wild Hogs                           | Bobby Davis                        | |
| 2008 | Welcome Home Roscoe Jenkins         | Dr. RJ Stevens/Roscoe Jenkins, Jr. | |
| 2008 | College Road Trip                   | Chief James Porter                 | |
| 2010 | Death at a Funeral                  | Ryan Barnes                        | |
| 2011 | Big Mommas: Like Father, Like Son   | Malcolm Turner/Big Momma           | plus producător executiv |

## Albume
| An   | Album                             | Poziție | Poziție    | Poziție |
| An   | Album                             | US      | US Hip-Hop |         |
| ---- | --------------------------------- | ------- | ---------- | ------- |
| 1993 | Martin Lawrence Live Talkin' Shit | 76      | 10         |         |
| 1995 | Funk It                           | –       | 35         |         |

## Premii și nominalizări
- Blockbuster Entertainment Award
  - nominalizat cu Eddie Murphy pentru Favorite Comedy Team (2000) pentru rolul din filmul Life
  - nominalizat la Favorite Actor (2001) pentru rolul din filmul Big Momma's House
- NAACP Image Award
  - won Outstanding Lead Actor in a Comedy Series (1995) pentru rolul din serialul Martin
  - won Outstanding Lead Actor in a Comedy Series (1996) pentru rolul din serialul Martin
  - nominalizat la Outstanding Lead Actor in a Comedy Series (1997) pentru rolul din serialul Martin
- Kids' Choice Award
  - nominalizat la Favorite Television Actor (1995) pentru rolul din serialul Martin
  - nominalizat la Favorite Television Actor (1996) pentru rolul din serialul Martin
  - nominalizat la Favorite Movie Actor (2001) pentru rolul din filmul Big Momma's House
- MTV Movie Award
  - nominalizat cu Will Smith for Best On-Screen Duo (1999) pentru rolul din filmul Bad Boys
  - nominalizat pentru rolul din filmul Big Momma's House
  - nominalizat cu Will Smith for Best On-Screen Team (2003) pentru rolul din filmul Bad Boys II
- ShoWest – Male Star of Tomorrow (1995)
- Teen Choice Award – nominalizat la Wipeout Scene of the Summer (2000) pentru rolul din filmul Big Momma's House
- BET Comedy Award – câștigat Icon Comedy Award (2005)